# Bessoncourt
Bessoncourt település Franciaországban, Territoire de Belfort megyében. Lakosainak száma 1304 fő (2022. január 1.). Bessoncourt Phaffans, Chèvremont, Denney, Frais, Pérouse és Petit-Croix községekkel határos.

## Népesség
A település népességének változása:
| Lakosok száma | 1104 | 1177 | 1255 | 1245 | 1264 | 1283 | 1302 | 1297 | 1304 |
|               | 2013 | 2015 | 2016 | 2017 | 2018 | 2019 | 2020 | 2021 | 2022 |